# Wefelshohl

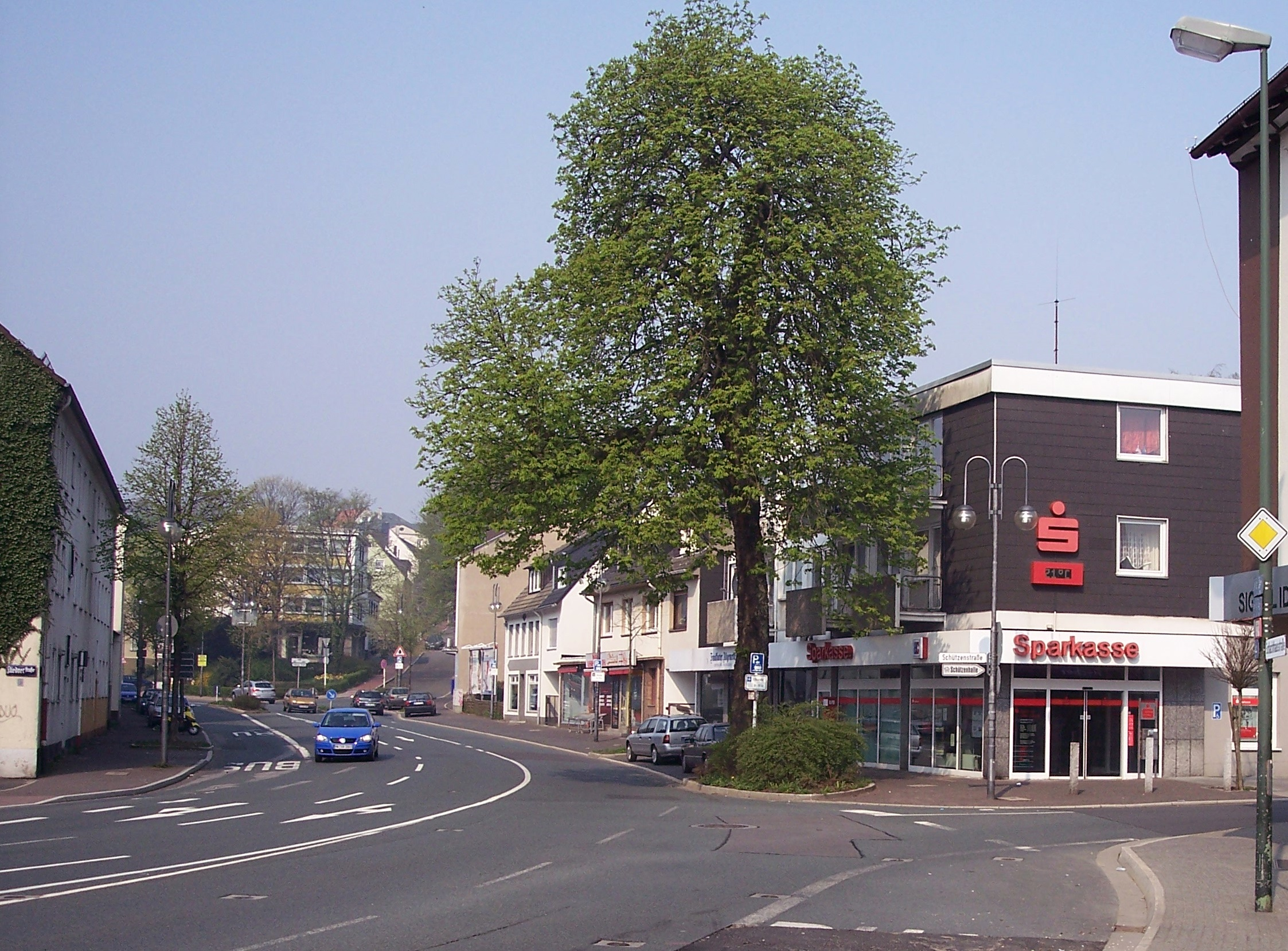
Lüdenscheid-Bräucken, Blick in die Hochstraße

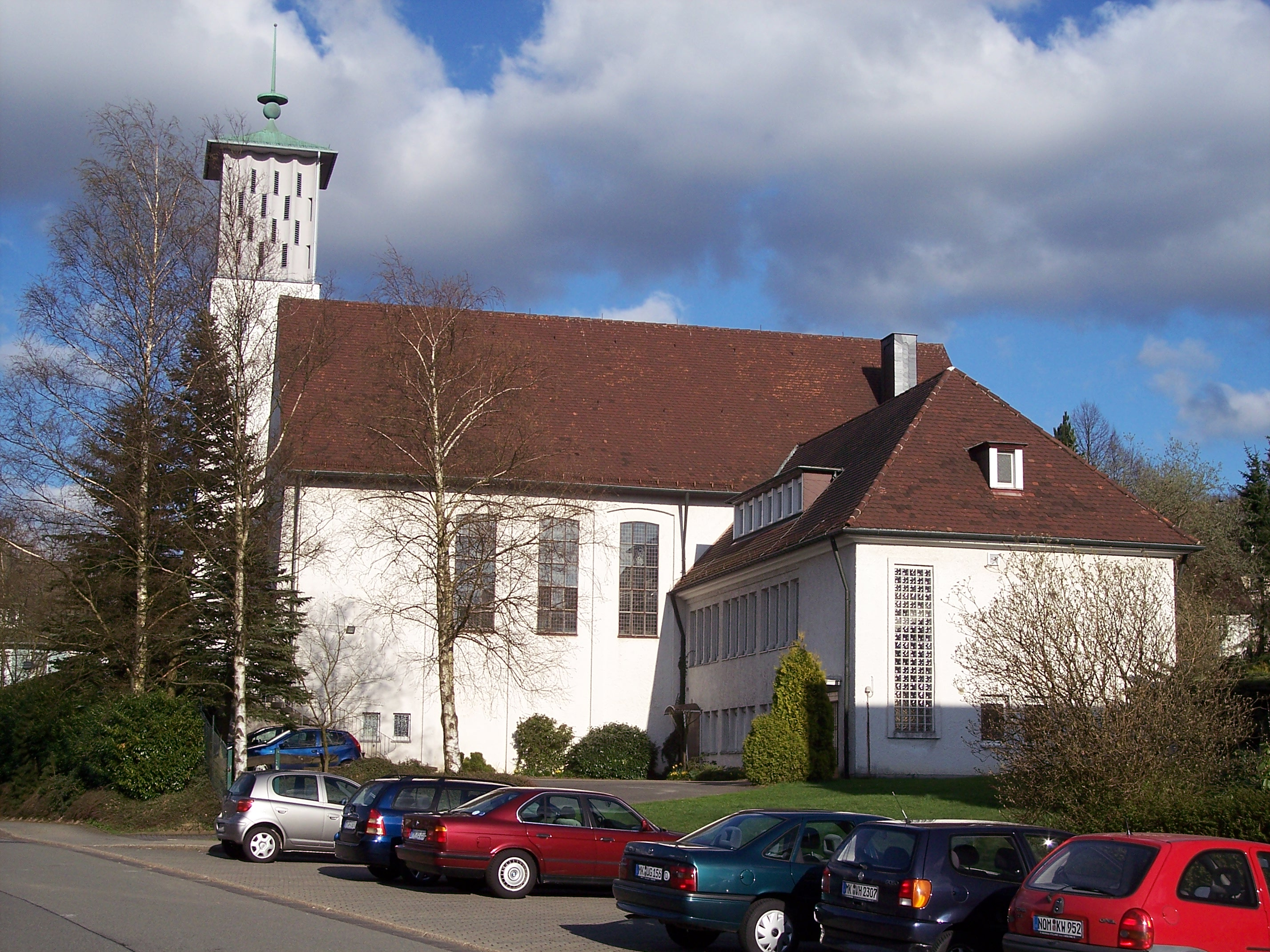
Auferstehungskirche mit Gemeindezentrum von Westen

Wefelshohl ist die Bezeichnung eines Stadtteils und gehört zum statistischen Bezirk 08 (Kalve / Wefelshohl) von der Kreisstadt Lüdenscheid im westlichen Sauerland, Nordrhein-Westfalen. Der Ortsteil und der statistische Bezirk liegen im Südosten der Innenstadt von Lüdenscheid. Seit 2010 wird auch der westlich gelegene Stadtteil Leifringhausen mit zum statistischen Bezirk 08 (Kalve / Wefelshohl) gezählt.

## Geschichte
Der Ortsname „im Wiffelhohl“ wird 1633 erstmals erwähnt. Er bedeutet so viel wie Käferwiese (mittelniederdeutsch = Wevel-Ohl). Es handelte sich um eine Flur in der Bauerschaft Leifringhausen. Im Bräucken befand sich bis Mitte des 20. Jahrhunderts das Gebäude eines „Witte Buxe“ genannten Hofes. Im Wefelshohl entstand mit der Einrichtung der Garnison Lüdenscheid ab 1935 ein ausgedehntes Verpflegungsdepot der Reichswehr, „Verpflegungslager“ genannt. Es wurde nach der Kapitulation Lüdenscheids am 13. April 1945 von der Bevölkerung geplündert und stand dann überwiegend leer.
Ein Großteil der Gebäude fiel in den 1970er Jahren einem Großbrand zum Opfer. Auf dem Gelände wurde anschließend die Theodor-Heuss-Realschule (THR) neu errichtet. 1883 eröffnete im Bräucken der städtische Schlachthof. Unmittelbar benachbart folgte später die städtische Molkerei, bis in die 1970er Jahre bekannt durch die MoLüDess (Molkerei Lüdenscheid-Dessert) genannten Joghurtspezialitäten. Ende der 1980er Jahre wurde der Schlachthof, Anfang der 1990er Jahre auch die Molkerei geschlossen. Die in Teilen historisch interessanten Gebäude fielen restlos dem Abriss zum Opfer.
Lt. einem Plan vom 1. April 1913 sollte an der heutigen Hauptverkehrskreuzung Bräucken sogar ein "Bahnhof Bräucken" für die Eisenbahn entstehen. Bis heute ist dieses Gebiet von Lüdenscheid nie von der Eisenbahn erschlossen worden. Zu dieser Zeit war die Umgebung um das heutige Bräuckenkreuz fast noch nahezu unbebaut gewesen. Man kann auf der Karte aus dieser Zeit noch deutlich den ehemals ländlichen Charakter der Umgebung ersehen.

## Infrastruktur
Im Norden des Stadtteils Wefelshohl liegen das Gebäude der ehemaligen Hauptschule Wefelshohl und benachbart die Theodor-Heuss-Realschule. Die Ortslage ist überwiegend geprägt durch zahlreiche Industrie- und Gewerbeansiedlungen. In den letzten Jahren entstanden in dem Gebiet weitere Neubauten und Firmenansiedlungen. Am Rande der Industriebebauung entstanden außerdem vor einigen Jahrzehnten Reihen- und Einfamilienhausbebauungen. Diese Häuser dienten damals vor allem den Arbeitern in den umliegenden Betrieben sowie dem städtischen Schlachthof und der städtischen Molkerei als nahegelegene Unterkünfte.
Vor bereits vielen Jahren haben die Märkische Werkstätten des Evangelischen Johanneswerk e. V. einen Standort ihrer Werkstätten an der Wefelshohler Straße 48 errichtet. Ein weiteres Werk der Werkstätten liegt im Stadtteil Freisenberg an der Freisenbergstraße 33. Zudem gibt es einen Standort der INTEGRA am Freisenberg an der Straße Kerkhagen 22. Die zentrale Verwaltung der Werkstätten liegt an der Kölner Straße 152 im Stadtteil Oeneking.
Am Verkehrskreuz Bräucken, einem verkehrswichtigen Höhensattel, kreuzen sich die durch die angrenzenden Täler verlaufende B 229 und die Hauptverbindung von der Innenstadt zur Autobahnanschlussstelle 15 Lüdenscheid-Süd der Bundesautobahn 45. Das Umfeld der stark befahrenen Kreuzung bildet hinsichtlich der Einzelhandelsstruktur ein Unterzentrum.
Es existiert eine Stadtteilgruppe Wefelshohl / Kalve / Höh, die sich regelmäßig trifft, um Probleme und Veranstaltungen in den drei Stadtteilen besprechen zu können.

## Planung eines zusätzlichen "Nahversorgungszentrum Bräucken"

### 2010
Neben den bestehenden Geschäften an der Hauptverkehrskreuzung im "Bräucken" wurde 2010 ein neues "Nahversorgungszentrum Bräucken" an der Bromberger Straße geplant. Lt. der Zeitung "Westfälische Rundschau" sollte auf der Brachfläche zwischen Bromberger Straße und Bräuckenstraße, gegenüber der Einmündung der Nottebohmstraße, ein neuer Einzelhandelsstandort mit einem großflächigen Vollversorger, Lebensmitteldiscounter, Drogerie- und Getränkemarkt sowie einem Backshop errichtet worden. 3300 Quadratmeter Verkaufsfläche wurden dort angepeilt.

### 2013
Am 9. März 2013 erschien ein Bericht in den Lüdenscheider Nachrichten, dass der Bebauungsplan für das neue "Nahversorgungszentrum Bräucken" von der Stadt Lüdenscheid genehmigt wurde. Daraufhin wurden die Flächen des ehemaligen auf dem Gelände ansässigen Discounters komplett abgerissen. Das Gelände zwischen der Bromberger Straße und der Bräuckenstraße gehört mittlerweile einer benachbart gelegenen Lüdenscheider Immobilienfirma. Auf dem Gelände sind, wie bereits 2010 geplant, ein großflächiger Vollversorger, ein Lebensmitteldiscounter und ein Drogeriemarkt entstanden. Die benachbart gelegene Lüdenscheider Immobilienfirma will die Neubauten auf dem Gelände bis zum Ende des Jahres 2013 fertigstellen und die Geschäfte zur Eröffnung freigeben.
Laut einem Bericht aus den Lüdenscheider Nachrichten wurde das erste Geschäft des neuen "Fachmarktzentrum Schlittenbach" (Früherer Planungsname: "Nahversorgungszentrum Bräucken") an Donnerstag, den 31. Oktober 2013, um 8 Uhr, eröffnet. Die anderen Unternehmen haben auch bis zum Weihnachtsfest 2013 eröffnet.
Nach der Eröffnung des ersten Geschäftes eröffneten außerdem ein Lotto-Toto-Geschäft mit Postfiliale, kurze Zeit später folgten eine Bäckerei mit Café sowie die Volksbank mit einer SB-Geschäftsstelle. Am Donnerstag, den 28. November 2013 hat außerdem ein Drogeriemarkt auf dem Gelände eröffnet. In dem Drogeriemarkt wurden 11 neue Arbeitsstellen geschaffen.
Am Dienstag, den 3. Dezember 2013, eröffnete ein weiterer Lebensmittelmarkt mit einem Getränkeshop, der insgesamt 31 Mitarbeiter beschäftigt.

## Sehenswertes
Mitten im Stadtteil Wefelshohl gibt es ein Waldgrundstück, das die beiden umliegenden Schulgebäude umgibt. Darüberliegend gibt es eine parkartige Anlage, die den Stadtteil Wefelshohl mit der Sportklinik im Stadtteil Hellersen verbindet. In dem Park besteht neben Spaziergängen auch seit 40 Jahren die Möglichkeit Minigolf zu spielen. Die Anlage wird auch des Öfteren vom Miniaturgolfclub "MC 62 Lüdenscheid" genutzt. Momentan gibt es diverse Diskussionen darüber, ob der Standort komplett geschlossen oder zu einem anderen Standort auf dem Gelände verlegt werden soll. Begründet wird der Schritt damit, dass die Sportklinik ihre Gebäude erheblich vergrößern will. Die Bauanträge seien bereits für die Umbaumaßnahmen gestellt worden.
Die vor wenigen Jahren noch ansässige Schwimmhalle an der Sportklinik wurde aus Kostengründen geschlossen. Die nächstliegende Schwimmmöglichkeit besteht im nahegelegenen Familienbad von Lüdenscheid im Stadtteil Nattenberg.
Auch die Erhebung im gegenüberliegenden Stadtteil Höh ist als landschaftlich sehr reizvoll zu bezeichnen. Auf der Kuppe der Höh beginnt mit ausgedehnten Waldgebieten der durch zahlreiche Wanderwege erschlossene Außenbereich des Lüdenscheider Südens. Durch den sogenannten Räther Siepen ist das Schloss Neuenhof in knapp dreißig Minuten zu Fuß erreichbar.

## Verkehrsanbindung

### Bahnverkehr
Die nächstliegenden Bahnhöfe sind der Bahnhof Lüdenscheid und der Bahnhof Brügge (Westfalen). Beide sind per Auto oder Bus in wenigen Fahrminuten gut erreichbar.

### Busverkehr
Die Anbindung des Stadtteils an den öffentlichen Personennahverkehr erfolgt vor allem durch die Buslinien 44, 47, 48, 243 und 245 (Schulbuslinien) der Märkischen Verkehrsgesellschaft (MVG). An der westlich gelegenen Hauptverkehrskreuzung befindet sich außerdem die Bushaltestelle „Bräucken“, die ein Knotenpunkt zahlreicher innerstädtischer und regionaler Buslinien der Märkischen Verkehrsgesellschaft (MVG) ist.
Weitere wichtige Bushaltestellen des Stadtteils sind: „Nottebohmstraße“, „Schnepperstraße“, „Esen GmbH / Kalver Landweg“, „Püschel“, „Jüngerstraße“, „Abzw. Hellersen“, „Klinikum Hellersen“, „Sportklinik Hellersen“, „Höh (Abzw. Klinikum)“, „Schlachthausstraße“, „An der Mehr“, „Krähennocken“, „Schule Wefelshohl“, „Wefelshohler Straße“, „Bräuckenstraße“, „Berliner Straße“, „Brandenburger Weg“ und „Honseler Bruch“.

### Straßenverkehr
Die Anbindung an das Bundesautobahnnetz erfolgt über die nahegelegenen Abfahrten Nr. 14 Lüdenscheid und Nr. 15 Lüdenscheid-Süd der A 45. Diese selbst führt Richtung Norden nach Hagen und Dortmund sowie in Richtung Süden nach Siegen, Wetzlar, Gießen und Frankfurt am Main. Eine weitere Alternativanschlussstelle ist die Abfahrt Nr. 13 Lüdenscheid-Nord der A 45. Auch die Bundesstraße B229 liegt direkt unterhalb des Wefelshohl und ist innerhalb weniger Fahrminuten gut erreichbar. Einige Parkplätze innerhalb vom Wefelshohl sichern den Autofahrern genügend Parkmöglichkeiten zu.